# Hanomag 2/10 PS
La Hanomag 2/10 PS è stata un'auto economica prodotta dalla ditta tedesca Hanomag nel periodo dal 1925 al 1928 . È stata una delle prime auto con lo stile a tre volumi ben definiti e senza le predelline laterali. Fu soprannominata affettuosamente Kommissbrot ("pane dell'esercito") per la sua forma simile a quella della pagnotta usata all'epoca dall'esercito tedesco ("Kommiss" è un’espressione gergale tedesca per "Esercito", come abbreviazione di "arruolato"). 

## Storia
La Hanomag 2/10 PS fu progettata dagli ingegneri della Casa di Hannover Karl Pollich e Fidelis Böhler per rispondere alle esigenze di coloro che, dopo la prima Guerra mondiale, non potevano permettersi una vera automobile.
All'epoca erano comuni, in tutta Europa, piccole vetture a tre o quattro ruote spesso mosse da motori di origine motociclistica.
La Hanomag si distingueva per la progettazione e la costruzione accurata.   
Con un consumo di carburante di 4,0 litri per 100 chilometri, fu l'auto di serie più economica prodotta in Germania nel periodo tra le due guerre. Questo perché a quel tempo era l'unica auto prodotta in serie con un piccolo motore monocilindrico. 
La vettura aveva due posti e pesava solo 370 kg raggiungendo una velocità massima di 60 km/h, mentre fu prodotta in pochi esemplari anche una versione da corsa che raggiungeva i 90 km/h. Aveva un solo faro anteriore (fu solo nel 1931 che una modifica alla legge tedesca prescrisse due fari). Mancavano i classici parafanghi esterni e le pedane laterali tipici dell'epoca allo scopo di guadagnare spazio per gli occupanti. Per ottenere un alto livello di rigidità della carrozzeria, la vettura con guida a destra aveva una porta solo sul lato sinistro. L'auto, disponibile sotto forma di berlina chiusa, decappottabile e landaulet, costava poco meno di 2000-2500 Reichsmark, a seconda della versione. 
Lo slogan di vendita all'epoca era Ein Kilo Blech, ein Kilo Lack – und fertig ist der Hanomag! ("un chilo di lamiera, un chilo di vernice - e l'Hanomag è pronta!").
La produzione dal 1925 fino al 1928 fu di 15.775 esemplari; in quell'anno la Kommissbrot fu sostituita dalla più convenzionale Hanomag 3/16 PS.

## Caratteristiche tecniche
Il motore era monocilindrico a quattro tempi a valvole in testa con una cilindrata di 502 cm³ che sviluppava una potenza di 10 CV (7,35 kW).
Il motore, raffeddato ad acqua, era installato in posizione trasversale davanti all'assale posteriore che veniva azionato tramite una trasmissione a catena senza differenziale dotata di un cambio a tre velocità. Con questo tipo di assale era sufficiente un solo tamburo del freno azionato tramite un pedale. Le ruote anteriori erano sospese da due molle a balestra trasversali che giacevano una sopra l'altra, l'asse posteriore rigido era invece sospeso da due molle elicoidali.

## Galleria d'immagini

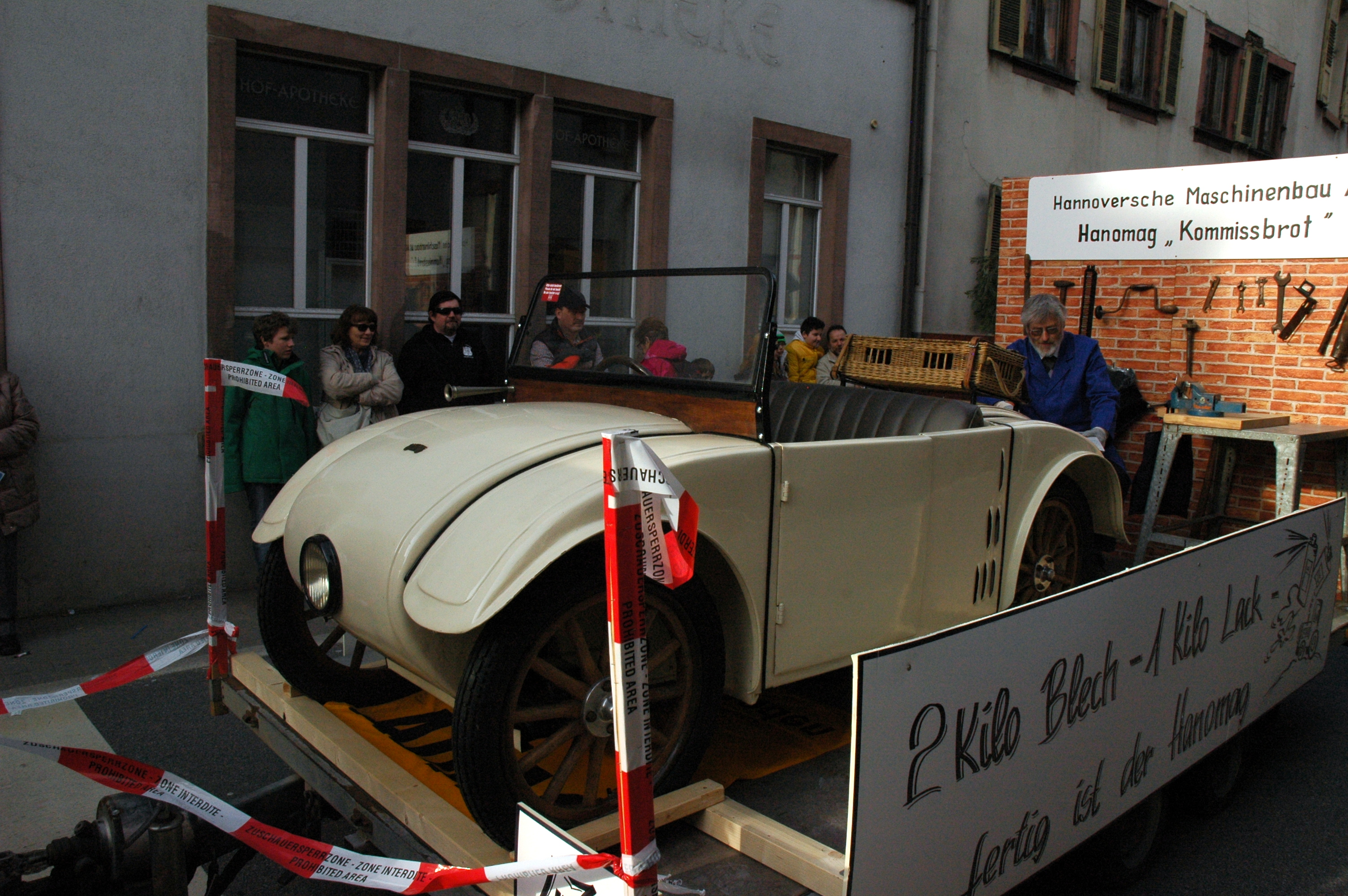
Esposizione di una Hanomag 2/10 PS con lo slogan pubblicitario.
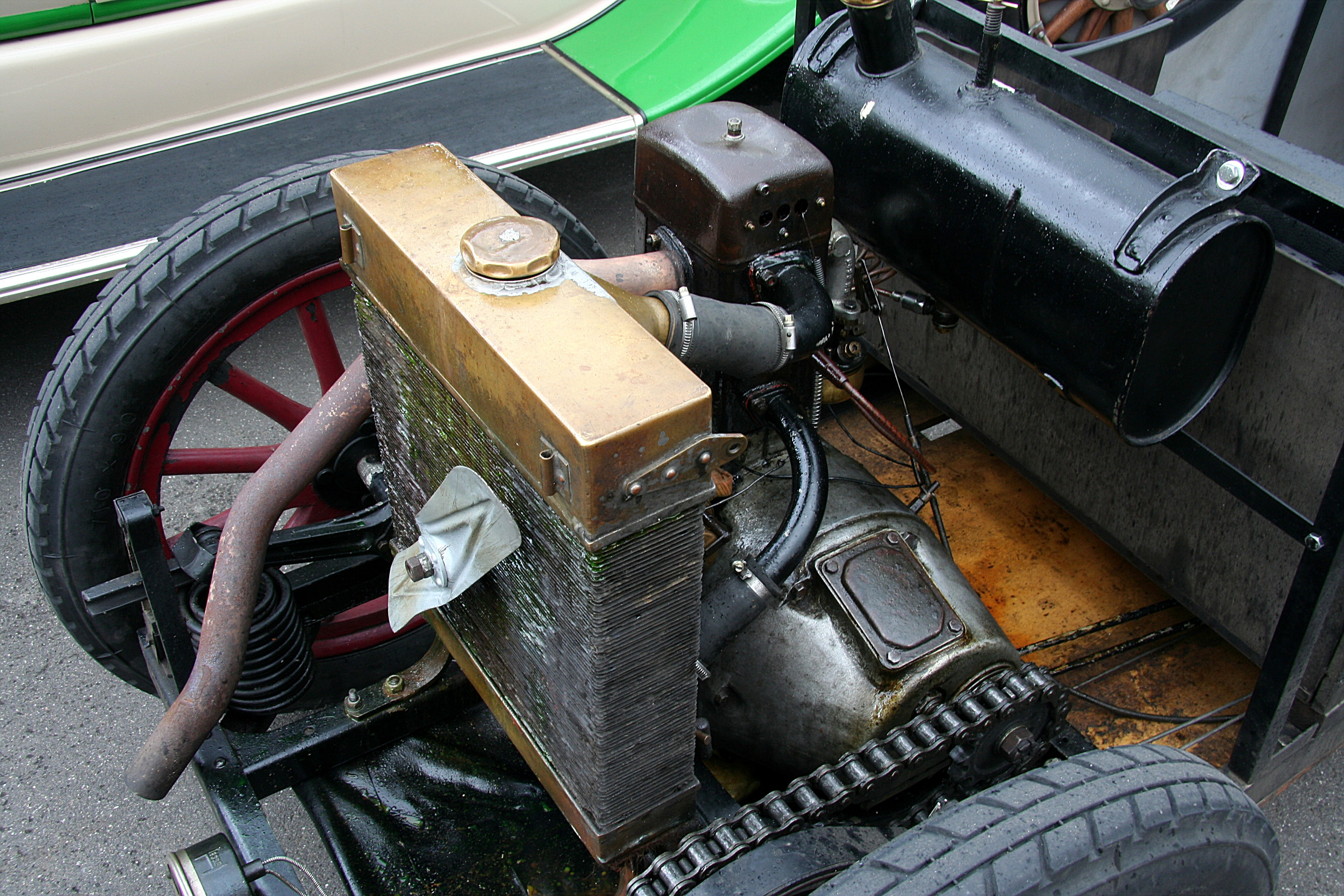
Vista della meccanica.
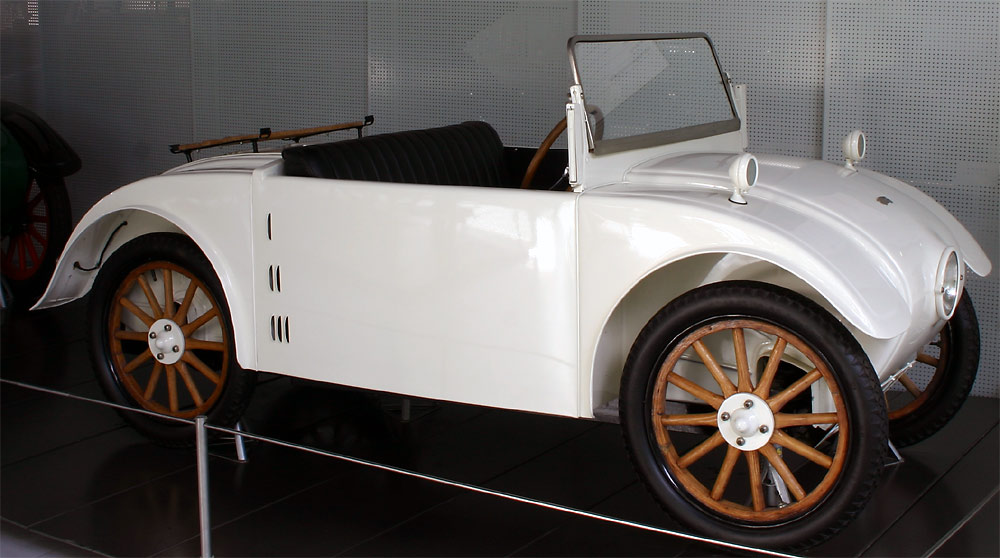
Versione cabriolet.
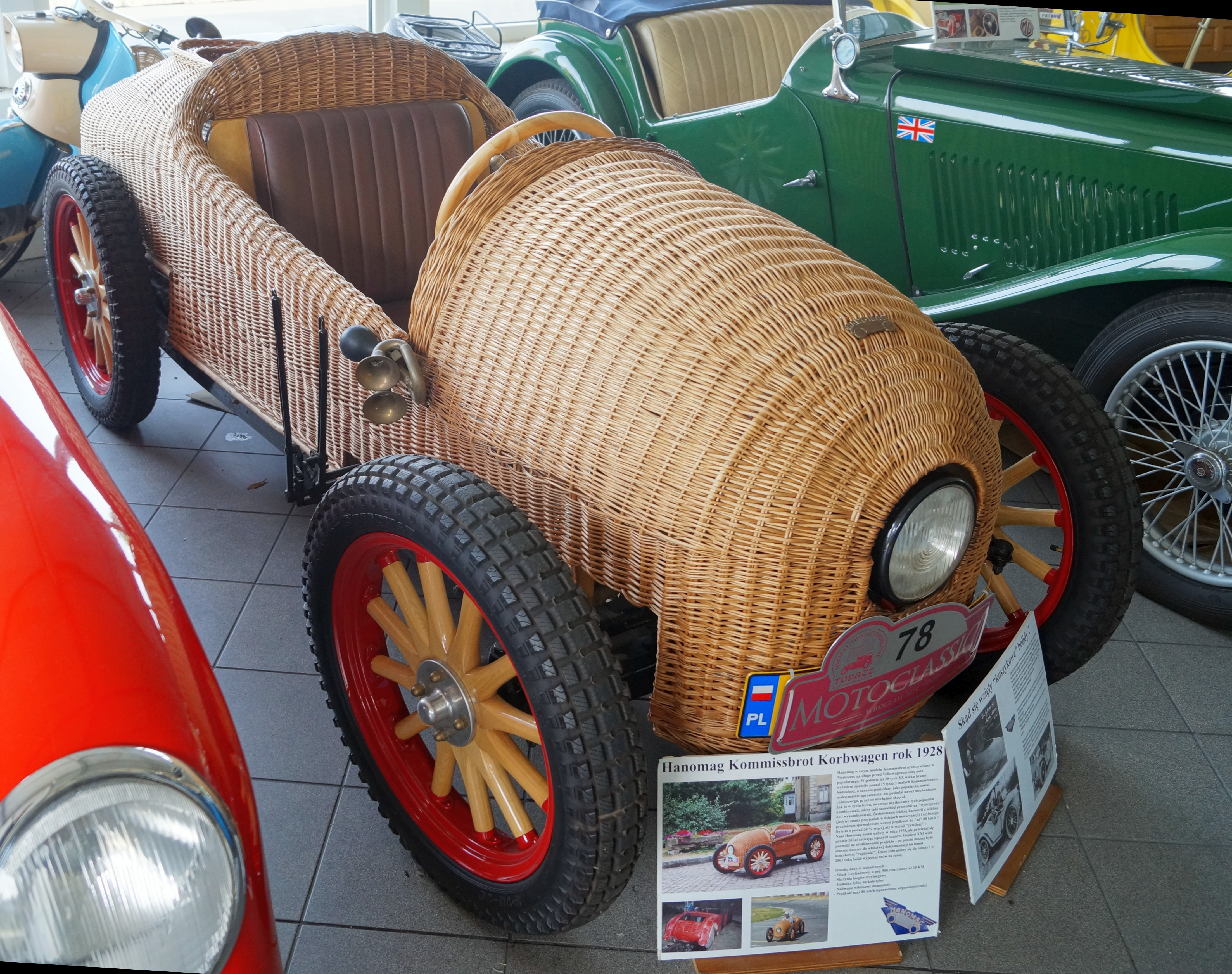
Versione sportiva con carrozzeria in vimini.